# یویا ناکامورا (بازیکن فوتبال، زاده ۱۹۸۷)
یویا ناکامورا (ژاپنی: 中村 祐哉؛ زادهٔ ۲۲ ژوئن ۱۹۸۷) یک بازیکن فوتبال اهل ژاپن است.
از باشگاه‌هایی که در آن بازی کرده‌است می‌توان به باشگاه فوتبال کیوتو سانگا و باشگاه فوتبال و-واران ناگاساکی اشاره کرد.